# Ramón Yáñez Delgado
Ramón Yáñez Delgado (Achao, 13 de febrero de 1957-Quemchi, 25 de marzo de 2025) fue un profesor, cantautor, compositor, folclorista y gestor cultural chileno de connotada trayectoria en el ámbito de la investigación y difusión de la cultura del archipiélago de Chiloé.
En el ámbito musical, fue fundador y director de varios conjuntos folclóricos, destacando Caituy de Achao con el que publicó sus primeros cinco álbumes de estudio bajo el sello EMI Odeon, a los que se sumaron otros dos como solista. Como gestor cultural, fue parte esencial de la organización del «Encuentro Folclórico de las islas del Archipiélago» evento que se realizaba desde 1983 en la comuna de Quinchao.

## Biografía
Hijo del profesor Ramón Yáñez Barrientos y de Celia Delgado, realizó sus estudios básicos los realizó en el Liceo Ramón Freire y Escuela Superior de Hombres N.º 1 de Achaoy los culminó en el Liceo Fiscal de Castro. Sus estudios medios los desarrolló en el Liceo Fiscal de Ancud. Ingresó más tarde a la Universidad Austral de Chile, donde obtuvo el título de Profesor de Educación Básica.
En 1977 es destinado a cumplir funciones docentes a la Escuela N.º 56 del sector Tendedor en isla Talcán —grupo Desertores— asumiendo como director y único docente de esas aulas. En Talcán creó su primer conjunto folclórico llamado Grupo Tecol, conformado por sus alumnos y por jóvenes de la isla. Ahí nacieron sus primeras creaciones: La cueca de Talcán y La travesía.
Desde Talcán fue destinado a cumplir funciones docentes a la isla de Chulín. En este colegió formó el conjunto folclórico de ese establecimiento escolar y realizó en 1979 el Primer Encuentro de Grupos Folclóricos de las Islas Desertores, con participación de conjuntos de las islas Talcán, Chulín, Nayahué y Chuit. En 1981 llegó a cumplir docencia a la Escuela Básica del sector Ostricultura de la isla Apiao, donde desarrolló una activa labor de investigación de las tradiciones, complementada con su labor de profesor.

Formó el conjunto folclórico Huichapiao, conformado por alumnos y jóvenes del sector, y con ellos salió a cantar sus creaciones a otros puntos de Chiloé, con un éxito inesperado en Achao, Castro y Quemchi, donde los pequeños de Apiao por su originalidad fueron ovacionados y recibidos con gran afecto por el público.

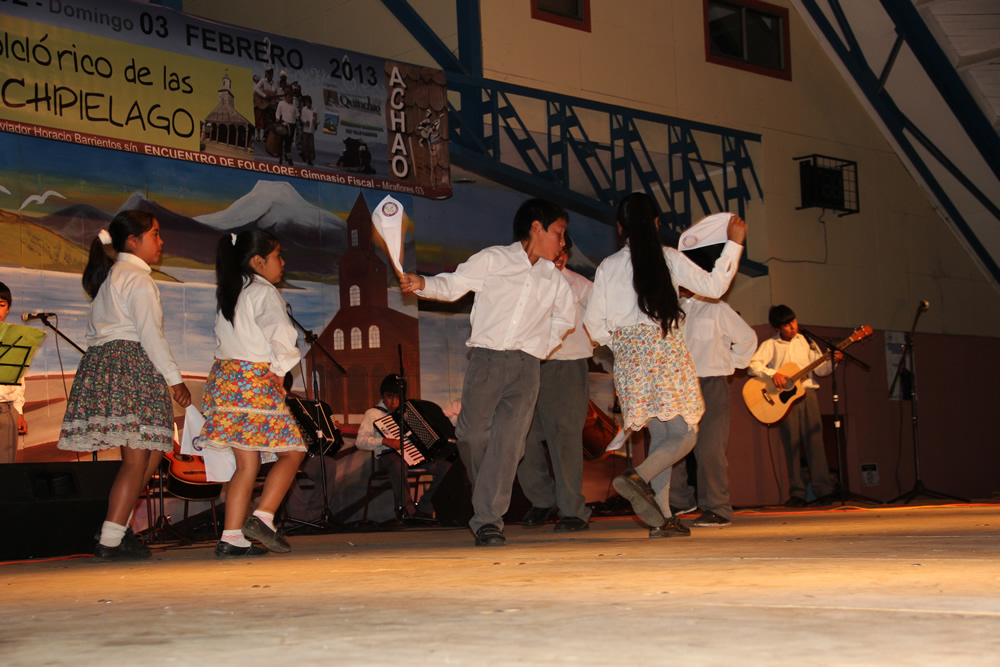
Conjunto de niños "Los Veleros" de isla Caguach en el Encuentro Foclórico de las Islas del Archipiélago.

En enero de 1983 desarrolló el «Primer Encuentro Folclórico de las Islas del Archipiélago», con el objetivo de que cultores naturales provenientes de zonas lejanas del archipiélago tuvieran un espacio en Achao para mantener sus raíces folclóricas, motivo por el cual recorrió varias islas para invitar a los cantores, cultores y conjuntos campesinos para participar de esta actividad cultural, labor que ha mantenido en el tiempo, a la vez que el evento, que se desarrolla en el mes de febrero, se ha constituido como uno de los más importantes encuentros folclóricos de Chiloé y del país.

### Caituy de Achao
En 1983 Yáñez es destinado a ejercer sus labores a Achao, razón por la que en el mes de abril de ese año, crea el Conjunto Caituy, integrado por dueñas de casas, obreros, pescadores y estudiantes. Con ellos inicia una intensa labor folclórica ampliada a todo el territorio nacional. El conjunto realiza presentaciones en diferentes regiones del sur de Chile, llegando a Santiago en el año 1985 realizando su primer recital en el Teatro Cariola. Posteriormente es invitado a diferentes programas de la televisión chilena y a diferentes medios de comunicación.  
En el año 1985 graba su primera producción musical llamada Caituy de Achao, bajo el Sello Emi Odeón Chilena. Las canciones de Ramón Yáñez comienzan a escucharse en todos los programas folclóricos y sus creaciones como Adónde va la lancha, El golfo de Corcovado, El curanto en hoyo, Nazareno de Cahuach, La Trinquetilla y numerosas otras composiciones comienzan además a ser grabadas por otros conjuntos y folcloristas nacionales. En 1986 graba su segunda producción con Caituy denominada Vamos pa Achao Sello Emi Odeón. En 1988 con Caituy graba su tercer álbum llamado Rema, rema pechoña Sello Emi Odeón. 
En 1990 como solista y cantautor graba su cuarta producción denominada Mi archipiélago musical - Sello Círculo Cuadrado y distribuido por Emi Odeón. 
En 1991 como solista y cantautor graba su quinto trabajo, llamado Mi gente chilhueña - Sello Círculo Cuadrado y distribuido por Emi Odeón. En 1995 con el Grupo Caituy graba su sexto álbum llamado Sentimiento isleño bajo el sello Disco C.N.R. de Chile. Además el sello discográfico Emi- Odeón ha reeditado de manera compilatoria otros discos como por ejemplo Adónde va la lancha y Somos de Chiloé, además de incluir canciones de su autoría en producciones realizada por Caituy en el año 2001 tituladas Cómo estás Chiloé, en el año 2003 denominada Caituy memorias chilhueñas y en el año 2004 Discos C.N.R. de Chile publica a nivel nacional Memorias chilhueñas, donde están insertas las composiciones musicales de Ramón Yánez. 

En el año 2004 el Sello Liberación de Santiago lanza a nivel nacional una nueva producción compilatoria de su obra con una larga nómina de sus creaciones folclóricas, llamada Vivencias insulares. En 2006 sale a circulación nacional un nuevo trabajo discográfico de Caituy, bajo etiqueta del Sello Liberación, denominado Nazareno de Caguach, donde están registradas la más emblemáticas canciones de Ramón Yánez.

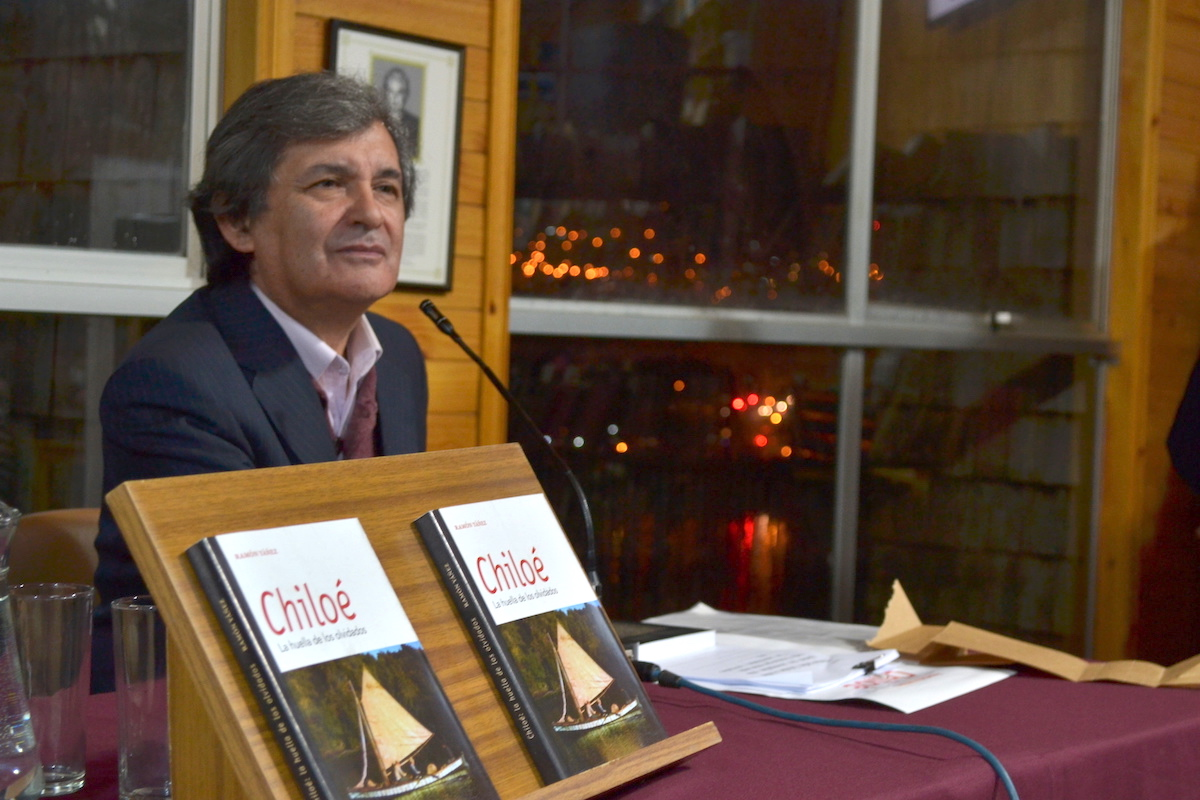
Presentación del libro Chiloé: la huella de los olvidados.

Era Jefe del Departamento de Cultura en la Municipalidad de Quinchao.

## Publicaciones
En relación a su labor de investigador de la cultura chilota, Ramón Yáñez publicó las siguientes obras:
- Achao, centro de misiones (1995).
- Mi pueblo de Achao y su venerable Iglesia Santa María (1996).
- Almas marineras en los archipiélagos (2001).
- Chiloé: la huella de los olvidados (2018).

## Distinciones
Ramón Yánez, junto con su Grupo “Caituy como igualmente en su calidad de cantautor, recorrió los más importantes escenarios de Chile y el sur argentino, y participó en numerosos espacios y programas en canales de la televisión chilena, como también en destacados eventos culturales y folclóricos nacionales. Además recibió el homenaje y reconocimiento en múltiples ocasiones:
- En 1983 por el Consulado de Chile en Ushuaia (República Argentina y de la Colonia Chilota residente – 18 de septiembre de 1993).
- En 2003 por la Corporación Chiloé de Santiago rinde homenaje y reconocimiento el 13 de septiembre de 2003 en el Teatro Novedades de Santiago, junto con diferentes conjuntos folclóricos del país.
- En 2005 por la parroquia de Achao le rinde un homenaje en la Iglesia Santa María de Loreto el 16 de enero de 2005, acto en donde participan diversos grupos y folcloristas locales y el Coro Municipal de Santiago.
- En 2005 la Gobernación Provincial de Chiloé y la Red Provincial de Cultura de Chiloé le rindieron un homenaje público, haciéndole entrega del premio por la defensa de la Cultura del Pueblo Chilote, en un acto realizado en la Iglesia de Chonchi.
- En 2019 fue reconocido por la Universidad de Los Lagos por su aporte a la cultura tradicional de Chiloé.[3]
- En 2023 el Concejo Municipal de Castro confirió el Premio Chiloé de Extensión Cultural.